# Robert Clampett
Robert Emerson "Bob" Clampett (San Diego, 8 de maig de 1913 - Detroit, 4 de maig de 1984) va ser un animador,  productor, director i titellaire estatunidenc conegut pel seu treball en la sèrie animada Looney Tunes de Warner Bros. i el programa de televisió Time For Beany.

## Inicis
Ja de ben jove Clampett va mostrar interès per l'animació i els titelles, quan vivia a Los Angeles.
Clampett va dissenyar els primers ninots de Mickey Mouse per a Walt Disney. Com afirmaria Clampett en algunes entrevistes posteriors, Disney va quedar impressionat amb el talent de l'artista, i li va oferir un treball. Tanmateix, nova ser possible per la falta d'espai en l'aleshores petita empresa de Disney. Tot i així, va aconseguir treball en l'estudi d'Hugh Harman i Rudolf Ising el 1931 on va treballar en les sèries Looney Tunes i Merrie Melodies. El seu primer any en l'estudi, Clampett va treballar per a Friz Freleng la majoria de les vegades, sota la seva tutela Clampett va aprendre el necessari sobre animació. El 1935, va dissenyar la principal estrella de l'estudi, Porky, qui va aparèixer en el curtmetratge de Freleng I Haven't Got A Hat.

## Termite Terrace
Clampett va entrar a la unitat d'animadors de Tex Avery aquell mateix any, i els dos van crear un estil d'animació diferent, que faria destacar a Warner Bros. per sobre dels seus competidors. Els animadors d'aquesta unitat treballaven en un edifici de fusta a banda de la resta dels animadors, ja que a l'edifici de Leon Schlesinger Productions on treballava la resta d'animadors no hi havia espai. Però Avery i Clampett van descobrir que els animadors no eren els únics habitants del nou edifici. A la caseta de fusta hi havia un gran nombre de tèrmits. Van anomenar a l'edifici Termite Terrace -terrassa de tèrmits-, nom actualment utilitzat per aficionats i historiadors per referir-se a l'estudi.
Es van unir animadors com Chuck Jones, Virgil Ross i Sid Sutherland, i van treballar pràcticament sense interferències durant aquell any en el seu nou estil d'humor.
Clampett va demanar a Leon Schlesinger una oportunitat per treballar com a director, Schlesinger li va assignar una seqüència per a la pel·lícula de Joe E. Brown What's Your Birthday? (1937), animant els signes del zodíac. Això va permetre que Clampett i Chuck Jones dirigissin en conjunt per a Ub Iwerks -a qui se li havia externalitzat part de la producció de curtmatratges, fent diversos curtmetratges de Porky. En aquests curts va aparèixer per primera vegada Gabby Goat, company de Porky. Malgrat les contribucions de Jones i Clampett, sols Iwerks va ser acreditat com a director.
Clampett va ser ascendit a director el 1937, i va entrar en seu pròpia era daurada. Els seus dibuixos animats es van tornar més violents, irreverents i surrealistes, els seus personatges es van convertir en els més esbojarrats dels creats per directors de Warner. Clampett estava influït per l'artista Salvador Dalí, com podem comprovar al surrealista curtmetratge Porky In Wackyland (1938), on la història pren lloc en un escenari basat en obres del pintor, amb objectes fosos i formes abstractes.
Durant els pròxims nou anys, Clampett va crear alguns dels dibuixos animats més populars de l'estudi, com Porky in Wackyland (1938), Bugs Bunny Gets the Boid (1942), A Tale of Two Kitties (primer curt de Tweety), Coal Black and de Sebben Dwarfs (1943), Russian Rhapsody (1944), The Great Piggy Bank Robbery (1946) i The Big Snooze (1946), el seu últim curtmetratge per a l'estudi. La influència de Clampett va permetre que Warner es diferenciés de Disney i seguís el camí que els ha distingit des de llavors.

## Carrera posterior
Clampett va treballar per un temps en Screen Gems com a escriptor, però el 1949, es va dedicar a la televisió on va crear el seu programa de marionetes Time for Beany. El programa va guanyar tres Premis Emmy i va tenir entre els seus seguidors a Groucho Marx i Albert Einstein. A finals dels anys 1950, Clampett va ser contractat per Associated Artists Productions per catalogar els dibuixos animats de Warner que havien adquirit. El 1952 va crear la sèrie de televisió Thunderbolt and Wondercolt, i el 1954 va dirigir Willy The Wolf, a més va crear i va fer la veu d'un personatge en el programa Buffalo Billy. El 1959, va crear una versió animada del programa titulada Beany And Cecil, que va ser emès per ABC el 1962 i que es va emetre durant cinc anys.
En els anys posteriors, Clampett va participar en campus universitaris i festivals d'animació on va parlar sobre la història de l'animació. El 1975 va ser la figura central d'un documental titulat Bugs Bunny: Superstar, el primer documental a analitzar seriosament la història dels dibuixos animats de Warner Bros. La col·lecció de Clampett, dibuixos, curtmetratges, pertinences de personatges famosos, entre d'altres, van servir per il·lustrar el documental.
Bob Clampett va morir d'un atac cardíac el 4 de maig de 1984, a quatre dies del seu 71 aniversari.